# Jan Blaton
Jan Antoni Blaton (ur. 16 maja 1907 w Sporyszu, zm. 17 maja 1948 w Tatrach) – polski fizyk.

## Życiorys
Syn Stanisława i Anny z Henslerów. W 1925 ukończył z odznaczeniem gimnazjum w Bielsku, rozpoczął studia na Wydziale Inżynierii Lądowej i Wodnej Politechniki Lwowskiej, kontynuował studia na Wydziale Ogólnym w dziedzinie fizyki. 
Od 1929 asystent prof. Wojciecha Rubinowicza, wkrótce skazany na areszt za działalność w akademickim ruchu lewicowym „Życie” i usunięty z uczelni. W 1931 magisterium, w 1932 stypendium Funduszu Kultury Narodowej i doktorat na podst. pracy o dyspersji światła w sąsiedztwie linii kwadrupolowych. Kontynuuje studia u prof. Arnolda Sommerfelda w Monachium, po przewrocie hitlerowskim przenosi się do Zurychu. 
W latach 1933–1935 asystent przy katedrze fizyki teoretycznej Uniwersytetu Stefana Batorego w Wilnie. Wspólnie z prof. Henrykiem Niewodniczańskim odkrył w 1933 magnetyczne linie dipolowe. W 1934 habilitował się z fizyki teoretycznej na uniwersytecie w Wilnie. W 1935 ogłosił pracę o kwaternionach, semiwektorach i spinorach. 
W latach 1936–1939 był dyrektorem Państwowego Instytutu Meteorologicznego w Warszawie. W okresie okupacji mieszkał w nadleśnictwie Jegiel, uczestniczył w tajnym nauczaniu w Warszawie. Od października 1944 współorganizował Uniwersytet Marii Curie-Skłodowskiej w Lublinie, objął katedrę fizyki ogólnej, od 1945 fizyki teoretycznej. Od 1946 profesor Uniwersytetu Jagiellońskiego. Od jesieni 1947 pracował w Instytucie Nielsa Bohra w Kopenhadze.
Autor prac głównie z dziedziny optyki. 
Od 25 października 1936 był mężem Marianny Otylii Morawskiej.
Zginął w Tatrach podczas wycieczki. Miejscem spoczynku jest cmentarz Rakowicki w Krakowie (kwatera XXIIa-1-3).
W 1949 odznaczony pośmiertnie Nagrodą Państwową.

## Upamiętnienie
Od jego nazwiska nazwano Żleb Blatona w masywie Świnicy spadający ze Świnickiej Szczerbiny Niżniej do Doliny Cichej w Tatrach Wysokich, w którym to uległ śmiertelnemu wypadkowi na skutek poślizgnięcia na śniegu. Imieniem Jana Blatona nazwano ulicę na warszawskim Bemowie (52°15′24,12″N 20°55′24,70″E/52,256700 20,923528).

## Prace naukowe
- (1) Über die Intensitäten der Multipollinien in der Balmerserie, Z. Phys., 61, 263 (1930).
- (1a) O natężeniu linij multipolowych w serii Balmera, Spraw. I Prace Polsk. Tow. Fiz., 5, 17, (1930).
- (2) Gibt es Doppelstreuung von Lichtquanten? Z. Phys., 69, 835 (1931).
- (3) Über die Richtungsquantelung der Atome durch eine Lichtwelle, Bull. Int. Acad. Polonaise. Sci. Lett., Série A, 599 (1931).
- (4) Über die Dispersion des Lichtes in der Umgebung von Quadrupollinien[4], Z. Phys., 74, 418 (1932); 82, 684 (1935).
- (5) Die Quadrupolstrahlung (m. A. Rubinowicz), Erg. Exakt. Naturwiss., 11, 176 (1932).
- (6) The Nature of the Forbidden Lines in the Pb I Spectrum (with H. Niewodniczański), Phys. Rev., 45, 64 (1934).
- (7) O natężeniach linij dipolowych magnetycznych. Wilno 1934.[5]
- (7a) Über die Intensitäten magnetischer Dipollinien, Z. Phys., 89, 155 (1934).
- (8) Quaternionen, Semivektoren und Spinoren, Z. Phys., 95, 337 (1935).
- (9) Versuch einer Anwendungdes Fermat’schen Prinzips auf geophysikalische Wellenprobleme, Biul. Tow. Geofiz. W Warszawie, nr 14 (1937).
- (10) Zur Theorie der Multipolstrahlung, Acta Phys. Polonica, 6, 256 (1937).
- (11) Zur Kinematik und Dynamik nichtstationärer Luftströmungen, Biul. Tow. Geofiz. W Warszawie, nr 15 (1938).
- (12) On a Geometrical Interpretation of Energy and Momentum Conservation in Atomic Collisions and Disintegration Processes, K. Danske Vidensk. Selsk. Mat.-fys. Medd., 24, No. 20 (1950).